# Pradiers
Pour l’article ayant un titre homophone, voir Pradier.
Pradiers est une commune française, située dans le département du Cantal en région Auvergne-Rhône-Alpes.

## Géographie

### Situation
|           | Marcenat | Anzat-le-Luguet (par un quadripoint) Puy-de-Dôme |
| Landeyrat | Pradiers | Vèze                                             |
|           | Allanche |                                                  |

### Climat
Pour des articles plus généraux, voir Climat d'Auvergne-Rhône-Alpes et Climat du Cantal.
En 2010, le climat de la commune est de type climat de montagne, selon une étude du CNRS s'appuyant sur une série de données couvrant la période 1971-2000. En 2020, Météo-France publie une typologie des climats de la France métropolitaine dans laquelle la commune est exposée à un climat de montagne ou de marges de montagne et est dans une zone de transition entre les régions climatiques « Ouest et nord-ouest du Massif Central » et « Nord-est du Massif Central ». 
Pour la période 1971-2000, la température annuelle moyenne est de 6,7 °C, avec une amplitude thermique annuelle de 15,1 °C. Le cumul annuel moyen de précipitations est de 1 312 mm, avec 12,2 jours de précipitations en janvier et 8,9 jours en juillet. Pour la période 1991-2020, la température moyenne annuelle observée sur la station météorologique de Météo-France la plus proche, sur la commune de Marcenat à 9 km à vol d'oiseau, est de 7,7 °C et le cumul annuel moyen de précipitations est de 1 174,5 mm,. Pour l'avenir, les paramètres climatiques de la commune estimés pour 2050 selon différents scénarios d'émission de gaz à effet de serre sont consultables sur un site dédié publié par Météo-France en novembre 2022.

## Urbanisme

### Typologie
Au 1er janvier 2024, Pradiers est catégorisée commune rurale à habitat très dispersé, selon la nouvelle grille communale de densité à 7 niveaux définie par l'Insee en 2022.
Elle est située hors unité urbaine et hors attraction des villes,.

### Occupation des sols
L'occupation des sols de la commune, telle qu'elle ressort de la base de données européenne d’occupation biophysique des sols Corine Land Cover (CLC), est marquée par l'importance des forêts et milieux semi-naturels (72,8 % en 2018), une proportion identique à celle de 1990 (72,8 %). La répartition détaillée en 2018 est la suivante : 
milieux à végétation arbustive et/ou herbacée (70,6 %), prairies (15,3 %), zones agricoles hétérogènes (10,8 %), forêts (2,2 %), zones urbanisées (1,1 %). L'évolution de l’occupation des sols de la commune et de ses infrastructures peut être observée sur les différentes représentations cartographiques du territoire : la carte de Cassini (XVIIIe siècle), la carte d'état-major (1820-1866) et les cartes ou photos aériennes de l'IGN pour la période actuelle (1950 à aujourd'hui).

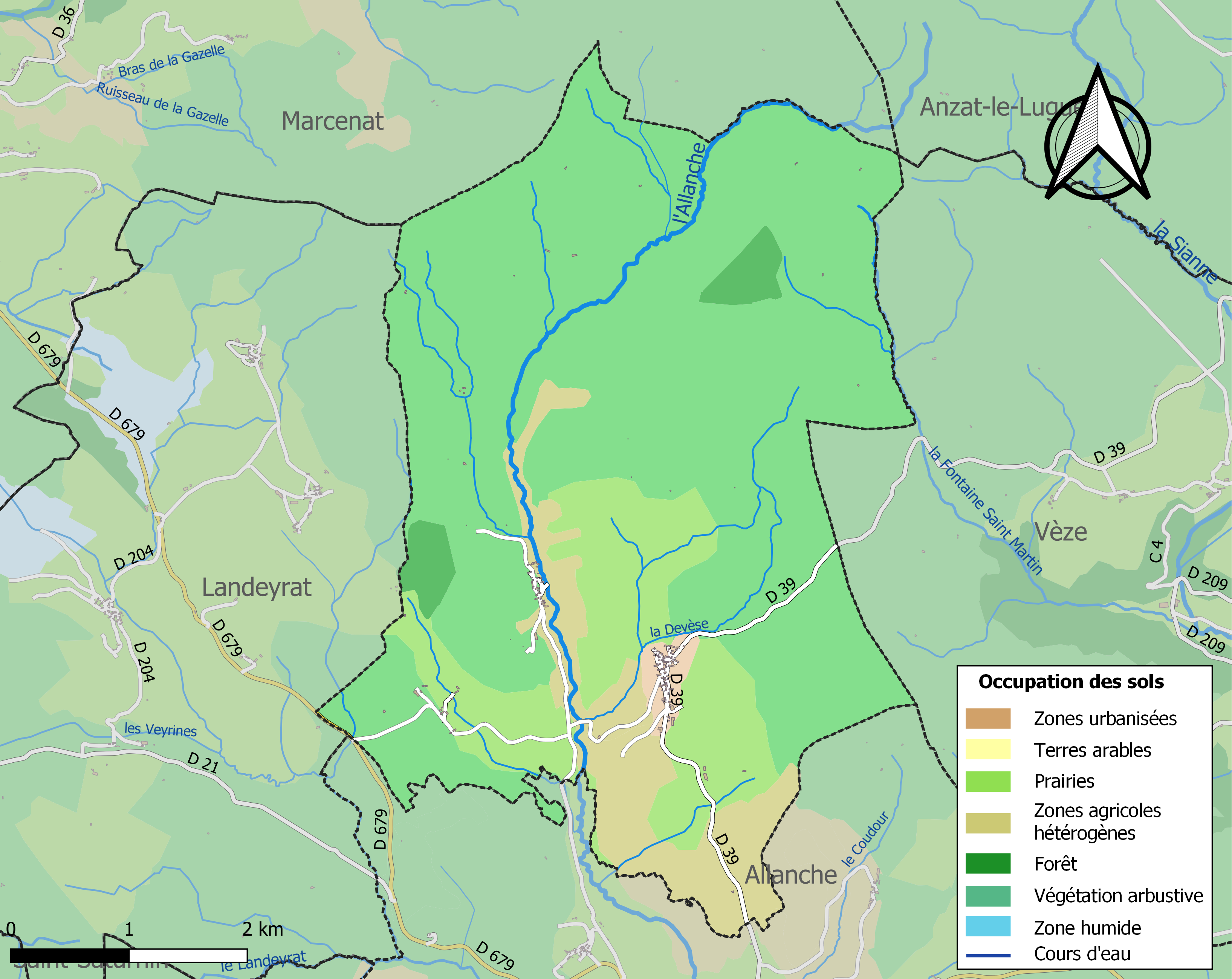
Carte des infrastructures et de l'occupation des sols de la commune en 2018 (CLC).

### Habitat et logement
En 2018, le nombre total de logements dans la commune était de 91, alors qu'il était de 94 en 2013 et de 99 en 2008.
Parmi ces logements, 56,8 % étaient des résidences principales, 32,9 % des résidences secondaires et 10,2 % des logements vacants. Ces logements étaient pour 89,9 % d'entre eux des maisons individuelles et pour 10,1 % des appartements.
Le tableau ci-dessous présente la typologie des logements à Pradiers en 2018 en comparaison avec celle du Cantal et de la France entière. Une caractéristique marquante du parc de logements est ainsi une proportion de résidences secondaires et logements occasionnels (32,9 %) supérieure à celle du département (20,4 %) et à celle de la France entière (9,7 %). Concernant le statut d'occupation de ces logements, 90,2 % des habitants de la commune sont propriétaires de leur logement (88 % en 2013), contre 70,4 % pour le Cantal et 57,5 pour la France entière.
| Typologie                                               | Pradiers | Cantal | France entière |
| ------------------------------------------------------- | -------- | ------ | -------------- |
| Résidences principales (en %)                           | 56,8     | 67,7   | 82,1           |
| Résidences secondaires et logements occasionnels (en %) | 32,9     | 20,4   | 9,7            |
| Logements vacants (en %)                                | 10,2     | 11,9   | 8,2            |

## Histoire
Lors de l'incorporation des communes au département du Cantal, en février 1790, Pradiers est oubliée. Elle le rejoint finalement en septembre 1790.

## Politique et administration

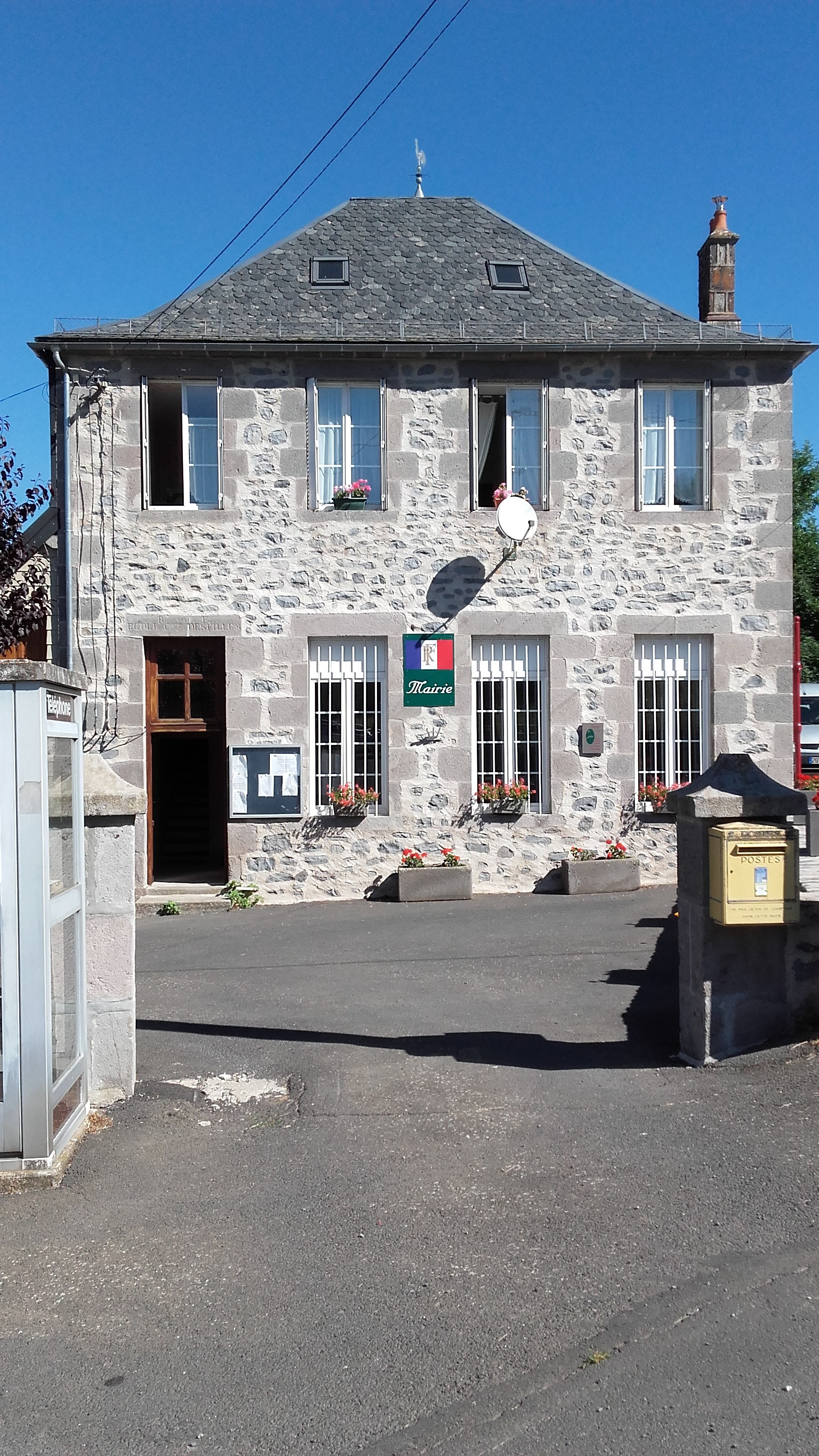
Mairie de Pradiers.

| Période                                  | Période                         | Identité    | Étiquette | Qualité     |
| ---------------------------------------- | ------------------------------- | ----------- | --------- | ----------- |
| Les données manquantes sont à compléter. |                                 |             |           |             |
| mars 2001                                | En cours (au 26 septembre 2020) | Luc Lescure | DVG       | Agriculteur |

## Démographie

### Évolution démographique
L'évolution du nombre d'habitants est connue à travers les recensements de la population effectués dans la commune depuis 1793. Pour les communes de moins de 10 000 habitants, une enquête de recensement portant sur toute la population est réalisée tous les cinq ans, les populations de référence des années intermédiaires étant quant à elles estimées par interpolation ou extrapolation. Pour la commune, le premier recensement exhaustif entrant dans le cadre du nouveau dispositif a été réalisé en 2004.

En 2022, la commune comptait 81 habitants, en évolution de −8,99 % par rapport à 2016 (Cantal : −1,08 %, France hors Mayotte : +2,11 %).
| 1793 | 1800 | 1806 | 1821 | 1831 | 1836 | 1841 | 1846 | 1851 |
| ---- | ---- | ---- | ---- | ---- | ---- | ---- | ---- | ---- |
| 798  | 353  | 486  | 501  | 518  | 515  | 470  | 530  | 521  |

| 1856 | 1861 | 1866 | 1872 | 1876 | 1881 | 1886 | 1891 | 1896 |
| ---- | ---- | ---- | ---- | ---- | ---- | ---- | ---- | ---- |
| 405  | 372  | 383  | 386  | 387  | 482  | 487  | 501  | 539  |

| 1901 | 1906 | 1911 | 1921 | 1926 | 1931 | 1936 | 1946 | 1954 |
| ---- | ---- | ---- | ---- | ---- | ---- | ---- | ---- | ---- |
| 506  | 540  | 533  | 409  | 415  | 404  | 394  | 315  | 305  |

| 1962 | 1968 | 1975 | 1982 | 1990 | 1999 | 2004 | 2006 | 2009 |
| ---- | ---- | ---- | ---- | ---- | ---- | ---- | ---- | ---- |
| 270  | 209  | 174  | 134  | 117  | 111  | 111  | 115  | 95   |

| 2014 | 2019 | 2022 | - | - | - | - | - | - |
| ---- | ---- | ---- | - | - | - | - | - | - |
| 97   | 87   | 81   | - | - | - | - | - | - |

### Pyramide des âges
La population de la commune est relativement âgée. En 2018, le taux de personnes d'un âge inférieur à 30 ans s'élève à 11,4 %, soit un taux inférieur à la moyenne départementale (27,0 %). À l'inverse, le taux de personnes d'un âge supérieur à 60 ans (50,6 %) est supérieur au taux départemental (35,5 %).
En 2018, la commune comptait 48 hommes pour 40 femmes, soit un taux de 54,54 % d'hommes, supérieur au taux départemental (48,87 %).
Les pyramides des âges de la commune et du département s'établissent comme suit :
| Hommes | Classe d’âge | Femmes |
| ------ | ------------ | ------ |
| 0,0    | 90 ou +      | 0,0    |
| 4,3    | 75-89 ans    | 15,0   |
| 44,7   | 60-74 ans    | 37,5   |
| 27,7   | 45-59 ans    | 32,5   |
| 8,5    | 30-44 ans    | 7,5    |
| 4,3    | 15-29 ans    | 2,5    |
| 10,6   | 0-14 ans     | 5,0    |

| Hommes | Classe d’âge | Femmes |
| ------ | ------------ | ------ |
| 1,2    | 90 ou +      | 3,1    |
| 10,1   | 75-89 ans    | 13,5   |
| 22,9   | 60-74 ans    | 22,6   |
| 21,8   | 45-59 ans    | 20,5   |
| 16,1   | 30-44 ans    | 15,2   |
| 13,8   | 15-29 ans    | 11,9   |
| 14,2   | 0-14 ans     | 13,3   |

## Culture locale et patrimoine

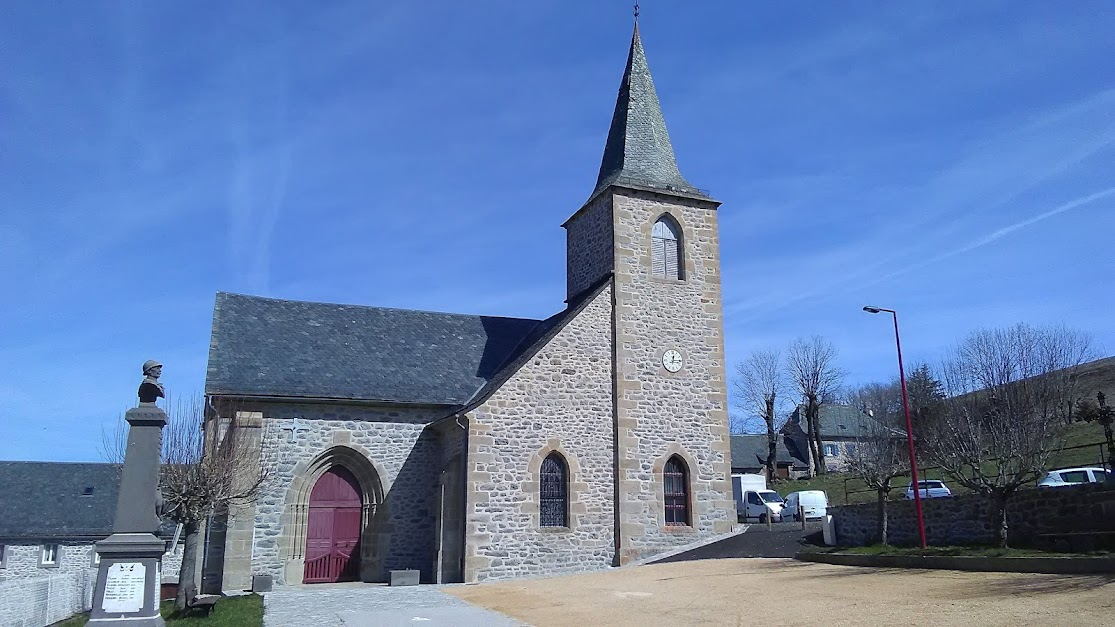
L'église Saint Jean-Baptiste de Pradiers.

### Lieux et monuments
- L'église Saint Jean-Baptiste de Pradiers.

### Personnalités liées à la commune
- La famille Piéchaud, olim Pichot-Berche, famille subsistante d'ancienne bourgeoisie française, dont les ancêtres sont partis à la fin du XVIIIe siècle, est originaire de Pradiers ; elle s'est fixée en Bordelais au début du XIXe siècle, où elle est toujours représentée. Elle compte de nombreux médecins et artistes.